# Риу-Нову
Риу-Нову (порт. Rio Novo) — муниципалитет в Бразилии, входит в штат Минас-Жерайс. Составная часть мезорегиона Зона-да-Мата. Входит в экономико-статистический микрорегион Жуис-ди-Фора. Население составляет 8897 человек на 2006 год. Занимает площадь 207,559 км². Плотность населения — 42,9 чел./км².

## История
Город основан 13 сентября 1870 года. 

## Статистика
- Валовой внутренний продукт на 2003 год составляет 33 598 914,00 реалов (данные: Бразильский институт географии и статистики).
- Валовой внутренний продукт на душу населения на 2003 год составляет 3845,15 реалов (данные: Бразильский институт географии и статистики).
- Индекс развития человеческого потенциала на 2000 год составляет 0,766 (данные: Программа развития ООН).